# ポラテック
ポラテック株式会社（英: POLUS-TEC Co., Ltd.）は、埼玉県越谷市に本社を置くハウスメーカー。埼玉、東京、千葉で注文住宅の設計、施工、プレカットを行う。
主な事業としては建築資材の購入、加工及び販売業/建築資材及び機器の研究開発及び製造販売業/住宅の企画・設計・管理・請負業務/不動産の購入・販売・交換及びその代理仲介。 

## 沿革
- 1982年（昭和57年）12月 - ポラテック（株）（旧（株）中央木材）茨城県坂東市にプレカット工場開設
- 2003年（平成15年）9月 - 中国大連にCADセンター「大連北極星科技有限公司」を設立
- 2004年（平成16年）6月 - 坂東工場にプレカットテクノフィールド（第2工場）を増設
- 2006年（平成18年）10月 - プレカットロハスフィールド竣工
- 2007年（平成19年）10月 - 「アルジール」「和美庵」が注文住宅の商品としては初となるグッドデザイン賞を受賞
- 2008年（平成20年）2月 - オリジナル耐力壁「ジャイアントブレース」が「木材利用技術開発賞（林野庁長官賞）」を受賞
- 2009年（平成21年）
  - 10月
    - ポウハウス赤羽展示場がグッドデザイン賞を受賞
    - 施工推進課社員大工2名が第47回技能五輪全国大会にて銅賞と敢闘賞を受賞
- 2010年（平成22年）10月 - 施工推進課社員大工2名が第48回技能五輪全国大会にて銀賞と敢闘賞を受賞
- 2011年（平成23年）10月 - 「さいたまハウジングパーク展示場」がグッドデザイン賞を受賞
- 2012年（平成24年）
  - 2月 - 新社屋「ウッドスクェア」が竣工
  - 10月 - 「ウッドスクェア」、「前川の家」、「Slit House」がグッドデザイン賞を受賞[1]
- 2013年（平成25年）10月 -「加平住宅展示場」がグッドデザイン賞を受賞 [2]
- 2014年（平成26年）10月 -「fulfeel（フルフィール）」がグッドデザイン賞を受賞 [3]
- 2016年（平成28年）10月 -「House I」がグッドデザイン賞を受賞[4]
- 2017年（平成29年）
  - 8月 - 子会社・ポラテック西日本のプレカット工場を佐賀県唐津市に新設[5]
  - 10月 -「nestle house」がグッドデザイン賞を受賞[6]
- 2018年（平成30年）10月 -「寛ぎの邸宅」がグッドデザイン賞を受賞[7]
- 2019年（平成31年）4月 -「欧州現地法人POLUS-TEC HELSINKI OY 設立[8]